# シオジ
シオジ（学名: Fraxinus spaethiana）は、モクセイ科トネリコ属の落葉高木。

## 形態
落葉広葉樹の高木で最大樹高35メートル (m) 、胸高直径1 m程度まで生育する。。樹形は通直、樹皮は灰褐色で縦に細かく裂ける。一年枝は太く淡褐色で皮目があり、二年枝では樹皮の色が異なる葉は全長30㎝程度の奇数羽状複葉で葉柄の基部は著しく膨らむ。小葉は7枚から9枚程度で長卵型で先端は尖り、長さ10㎝で幅は5㎝前後で縁には鋸歯を持つ。裏面に開出毛が若干あるが基本的には無毛である。
花は雌雄同株と雌雄異株の中間のようなもので雄花だけを付ける雄株、両性花を付ける両性株がある。花はモクセイ科にはよく見られる円錐花序、花の付く場所は前年枝の上部である。花序は長さ10cm程度になる。柱頭は二裂し、子房には毛がない。花期は展葉期とほぼ重なる。果実は翼果で、同年秋には熟す。
冬芽は大きな頂芽を持つタイプで頂生側芽を伴い、その他の側芽は枝に対生する。色は黒褐色や灰褐色、芽鱗は2 - 4枚で圧毛が密生する。葉痕は心形や三日月形で維管束痕が多数つき、側芽どうしの葉痕の両端は互いにつながる。
根系は浅根性で細根は表層に集中するが、大径の垂下根も伸ばす。細根の根端は肥厚する。

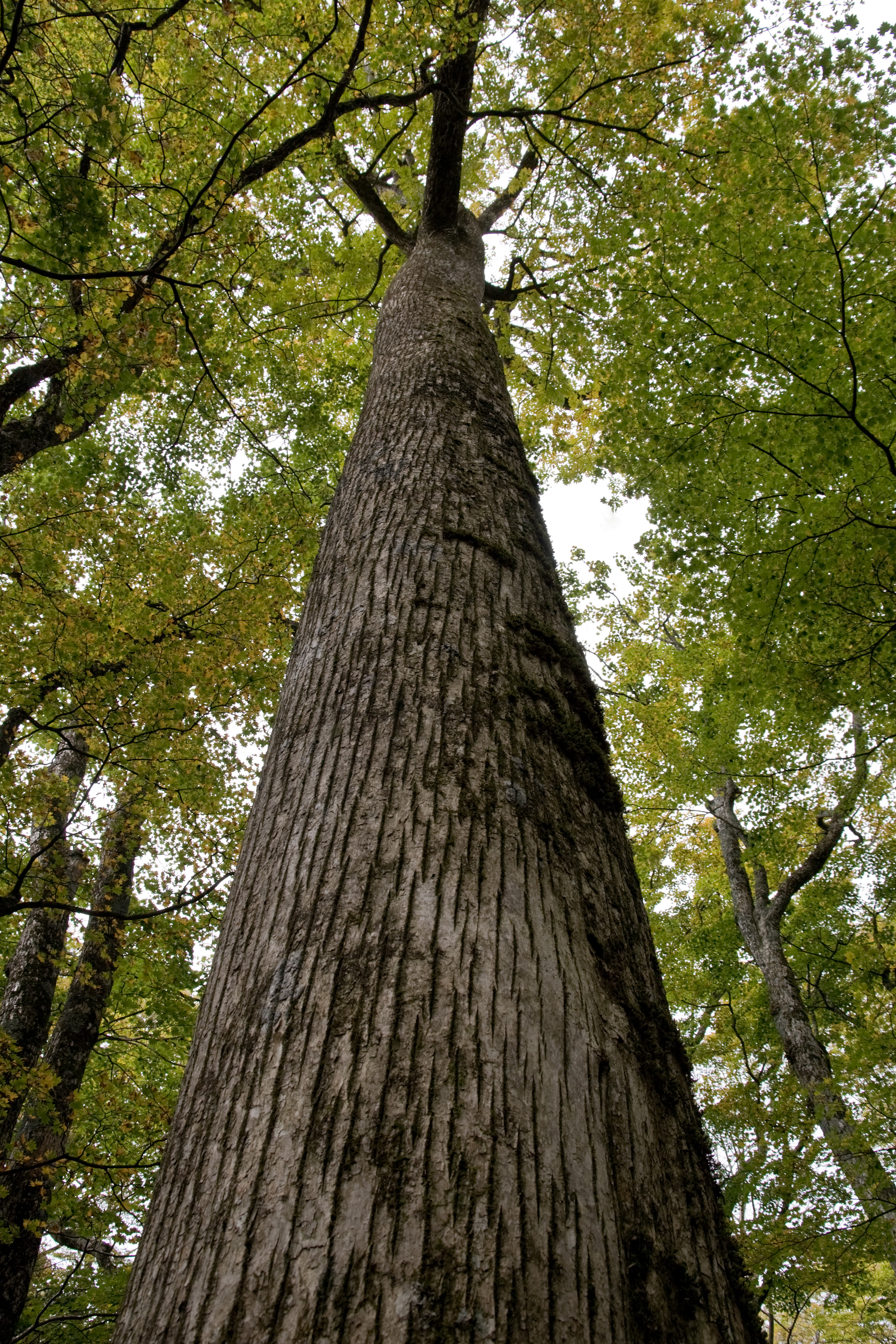
樹形は通直になることが多い。樹皮は細かく割れる
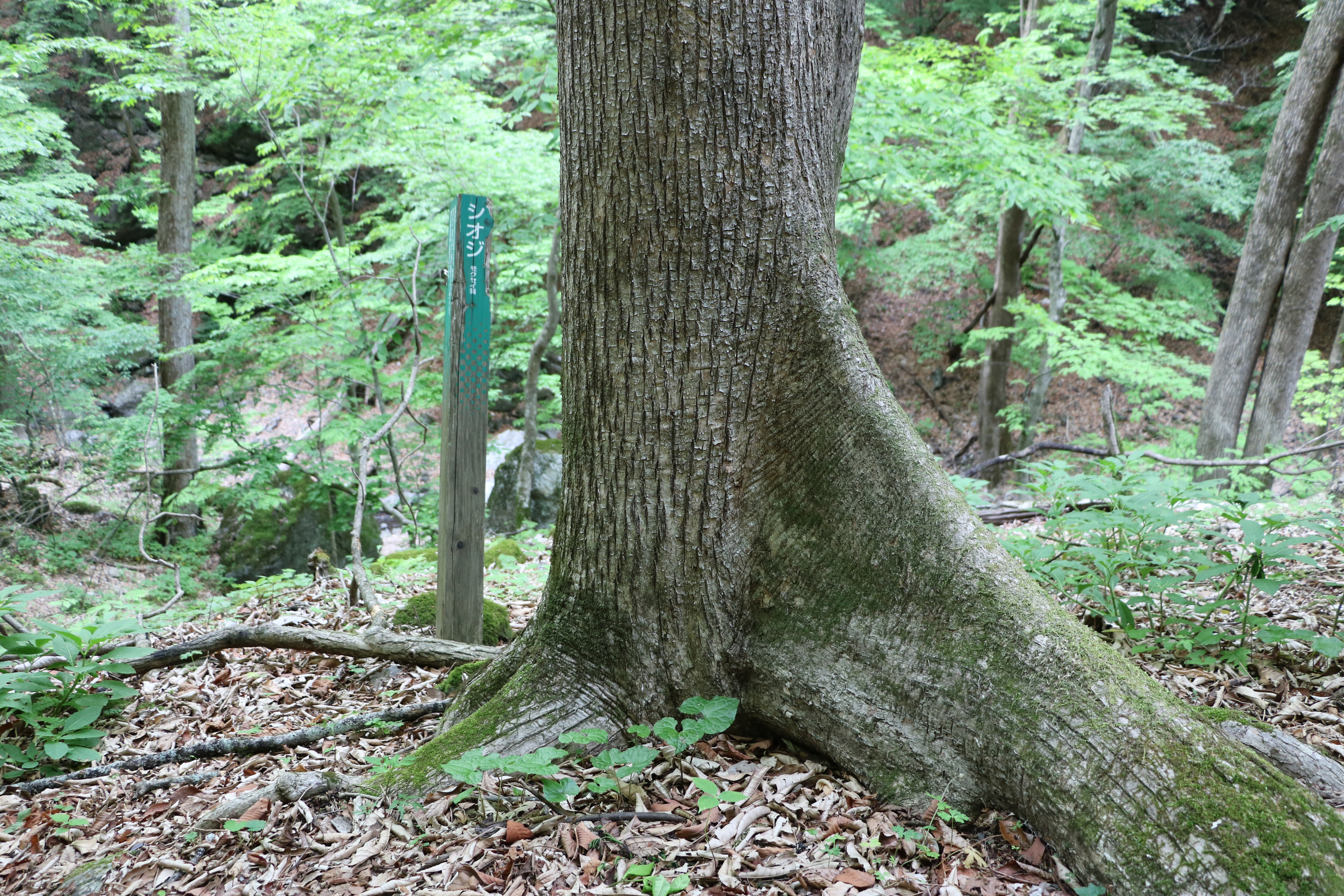
板根が発達した斜面上の個体
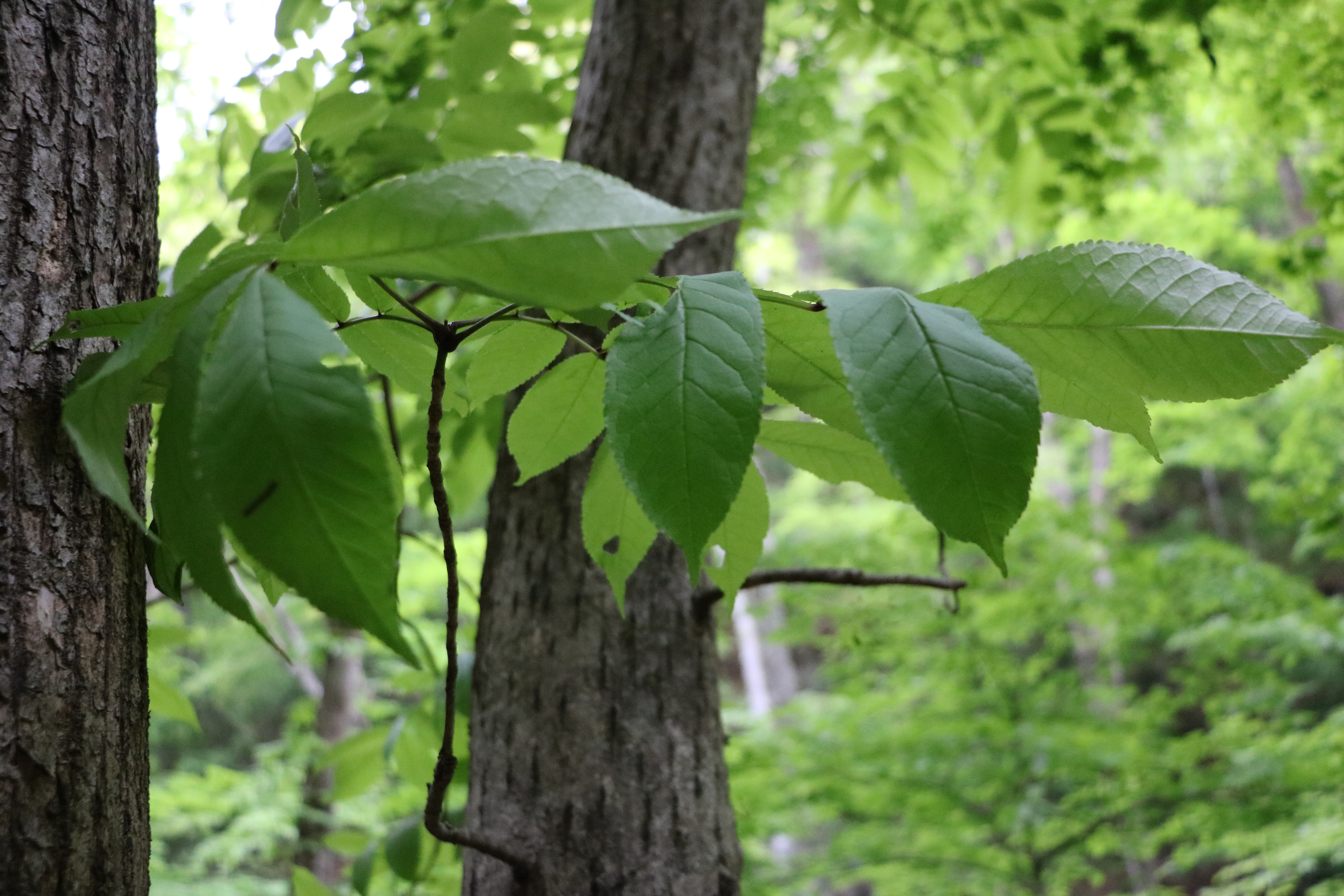
葉の基部は著しく膨らむ

### 類似種
初島（1976）は花や種子に頼らない分かりやすい本種の判別ポイントとして、小枝の太さ、葉柄の基部の膨張、小葉に柄が無い点などを指摘している。ヤチダモとは小葉の付く場所での赤褐色の毛の有無が違う。

## 生態
ヤナギ類、ニレ類、ハンノキ類、クルミ類、トチノキ類などと共に渓流沿いに出現する代表的な樹種の一つである。
シオジはサワグルミと共に山岳渓流の砂礫地によく適応する。種子が比較的大きいことから、発芽直後から根をよく伸ばせることが一因ではないかと見られている。
結実状況には豊凶がある。種子は冷蔵もしくは冷凍保存により長期の発芽能力を保つが、常温保存はできない。冷蔵の場合はそれほど気にしなくてよいが、冷凍の場合は一度乾燥させてから保存しないと発芽率は著しく低下する。このような種子の特性もあり、埋土種子による土壌シードバンクは形成しないとみられる。埼玉県における観察でもシオジの埋土種子からの発芽は確認されなかった。種皮には発芽抑制物質が含まれているという。
シオジは陰樹的な性質が強く、同じような環境に出現する陽樹であるサワグルミとの比較研究は多い。シュートの伸ばし方にも差があり、展葉時期はほぼ同じだが春先1か月程度で伸長を終えてしまうシオジに対し、サワグルミは盛夏まで旺盛にシュートを伸ばすという。

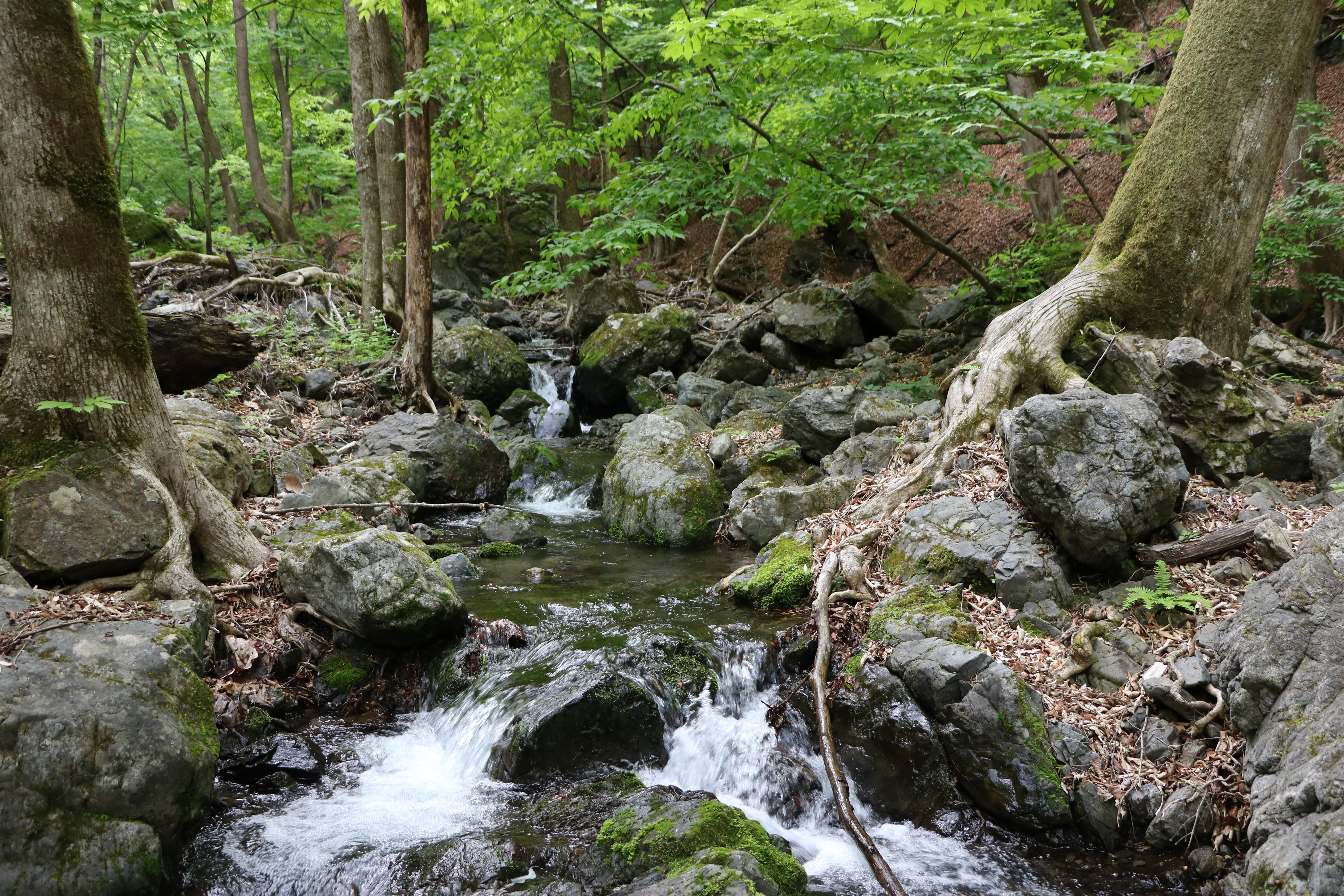
岩場に成立したシオジ林

## 分布
東アジア地域。日本特産種で、関東地方から九州中部にかけて分布する。シオジは地質的に古い山に多いことが指摘されており、関東山地などは代表的な分布地である。九州地方での調査でも渓畔林樹種は地質的に古い地域ほど、種の組成が多い傾向があるという。

## 人間との関係
近年、蓄積は著しく少なくなっている。

### 木材
シオジは日本産トネリコ属としては大きく樹高20mを超える高木に成長し、樹形も通直で製材時の歩留まりが良い。加工性や材質も優れており、利用価値の高い木である。道管の配置は環孔材、心材部淡黄褐色で辺材部は黄白色で両者の境界、および年輪は明瞭である。気乾比重は0.5程度。
器具材、家具材などが主な用途である。仏壇、箪笥、農機具、舟材などのほか、タモ類共通でバットやラケットなどの運動具にも使われる。木目が美しいことから板材、合板の表板、高級材であるクリやケヤキの模擬材などにもなるという。

### 種の保全状況
西日本を中心にレッドデータブックに掲載される県が多い。富山県、福井県、和歌山県、兵庫県、山口県で絶滅危惧Ⅱ類、岡山県、鳥取県、熊本県で準絶滅危惧種、岐阜県で情報不足の種に指定されている

### 著名なシオジ
- 上野楢原のシオジ林 （群馬県上野村）- シオジの原生林。国の天然記念物（1969年指定）[17]。
- 大山沢のシオジ林（埼玉県秩父市） - シオジの原生林。埼玉県の指定天然記念物[18]
- 小金沢シオジの森（山梨県大月市）

## 呼称
標準和名シオジの由来は不明とされることが多い。
方言名はあまり多くなく、他のトネリコ属樹木（いわゆるタモ類）と共通するものも多い。東北や甲信ではヤチダモやアオダモを指して「シオジ」と呼ぶ地域が多数知られる。変わった方言名として「コーバチ」（紀伊半島）、「ハノキ」（中国地方）、「ハダツ」「ハダイ（四国西部）などが知られる。
漢字名に「塩地」を当てることがある